# Pablo Gozálbez
Pablo Gozálbez Gilabert (Canet d'En Berenguer, 30 aprile 2001) è un calciatore spagnolo, centrocampista dell'Arouca.

## Carriera
Gozálbez si è unito al settore giovanile del Valencia nel 2007, a otto anni. Ha fatto il suo debutto professionistico con il Valencia Mestalla il 5 gennaio 2020, entrando in campo nel secondo tempo al posto di Sergio Moreno in una sconfitta per 1-0 contro il Cornellà in Segunda División B.
Definitivamente promosso nella squadra B a partire dalla stagione 2020-21, ha segnato il suo primo gol l'8 novembre 2020 in una sconfitta per 2-1 contro l'Orihuela. Il 4 marzo 2021, ormai stabilitosi come titolare nella squadra B, ha rinnovato il suo contratto.
Il 5 luglio 2023 ha rinnovato ulteriormente fino al 2025 ed è stato convocato dalla prima squadra per il ritiro estivo. Ha fatto il suo debutto professionistico – e nella Liga – l'11 agosto, rimpiazzando Diego López in una vittoria per 2-1 contro il Siviglia.

## Statistiche

### Presenze e reti nei club
Statistiche aggiornate al 23 ottobre 2023.
| Stagione        | Squadra           | Campionato      | Campionato | Campionato | Coppe nazionali | Coppe nazionali | Coppe nazionali | Coppe continentali | Coppe continentali | Coppe continentali | Altre coppe | Altre coppe | Altre coppe | Totale | Totale | Totale |
| Stagione        | Squadra           | Comp            | Pres       | Reti       | Comp            | Pres            | Reti            | Comp               | Pres               | Reti               | Comp        | Pres        | Reti        | Pres   | Reti   |        |
| --------------- | ----------------- | --------------- | ---------- | ---------- | --------------- | --------------- | --------------- | ------------------ | ------------------ | ------------------ | ----------- | ----------- | ----------- | ------ | ------ | ------ |
| 2019-2020       | Valencia Mestalla | SDB             | 4          | 0          |                 | -               | -               |                    | -                  | -                  |             | -           | -           | 4      | 0      |        |
| 2020-2021       | Valencia Mestalla | SDB             | 24         | 2          |                 | -               | -               |                    | -                  | -                  |             | -           | -           | 24     | 2      |        |
| 2021-2022       | Valencia Mestalla | TD              | 34         | 7          |                 | -               | -               |                    | -                  | -                  |             | -           | -           | 34     | 7      |        |
| 2022-2023       | Valencia Mestalla | PF              | 34         | 5          |                 | -               | -               |                    | -                  | -                  |             | -           | -           | 34     | 5      |        |
| 2023-2024       | Valencia Mestalla | PF              | 4          | 1          |                 | -               | -               |                    | -                  | -                  |             | -           | -           | 4      | 1      |        |
| 2023-2024       | Valencia          | PD              | 5          | 0          | CR              | 3               | 1               |                    | -                  | -                  |             | -           | -           | 8      | 1      |        |
| Totale carriera | Totale carriera   | Totale carriera | 105        | 15         |                 | 3               | 1               |                    | -                  | -                  |             | -           | -           | 108    | 16     |        |